# QS9000
Стандарт QS9000 (годы действия 1994-2006) был разработан совместными усилиями «Большой тройки» американских автопроизводителей: General Motors, Chrysler и Ford как стандарт качества. Он был введен в промышленность в 1994 году, и сразу был принят несколькими производителями тяжелых грузовиков. Практически все автопроизводители США и производители комплектующих для автомобилей на территории США должны были соответствовать стандарту QS9000. Разработка остановлена, выданные сертификаты прекратили действие 14 декабря 2006 года.

## Описание
Стандарт состоит из трех разделов. Первый раздел является копией ISO 9001 с добавлением некоторых автомобильных требований.
Второй раздел называется «Дополнительные требования» и содержит в себе системные требования, принятые всеми тремя автопроизводителями — General Motors, Chrysler и Ford.
Третий раздел называется «Специальная клиентская секция» которая содержит требования для каждого конкретного производителя легковых или грузовых автомобилей.
14 декабря 2006 года, все сертификаты качества QS9000 были объявлены недействительными. Сертификат QS9000, являющийся средним между ISO 9001 и ISO/TS 16949, был отменен, предприятия должны были выбрать новый сертификат качества — ISO 9001 или ISO/TS 16949. В автомобильной промышленности QS9000 массово был заменён на ISO/TS 16949 (c 2016 года — IATF 16949).